# Grecomani
Grecomani (in greco Γραικομάνοι?, Grekománoi; in bulgaro Гъркомани?, Garkomani; in macedone Гркомани?, Grkomani; in romeno grecomani; in albanese Grekomanë; in aromeno Gricumanji) è un termine peggiorativo usato in Bulgaria, Romania e Macedonia del Nord per caratterizzare le persone di lingua albanese, arumena, e slava, che si auto-identificano come greci etnici. Il termine generalmente significa "fingere di essere greco" e implica un'origine non greca. Un altro significato del termine è greco fanatico. Il termine è considerato altamente offensivo per il popolo greco. I "grecomani" sono considerati greci di etnia greca in Grecia, mentre nei paesi vicini come membri di minoranze originariamente non greche, ma successivamente ellenizzate.